# 音更站

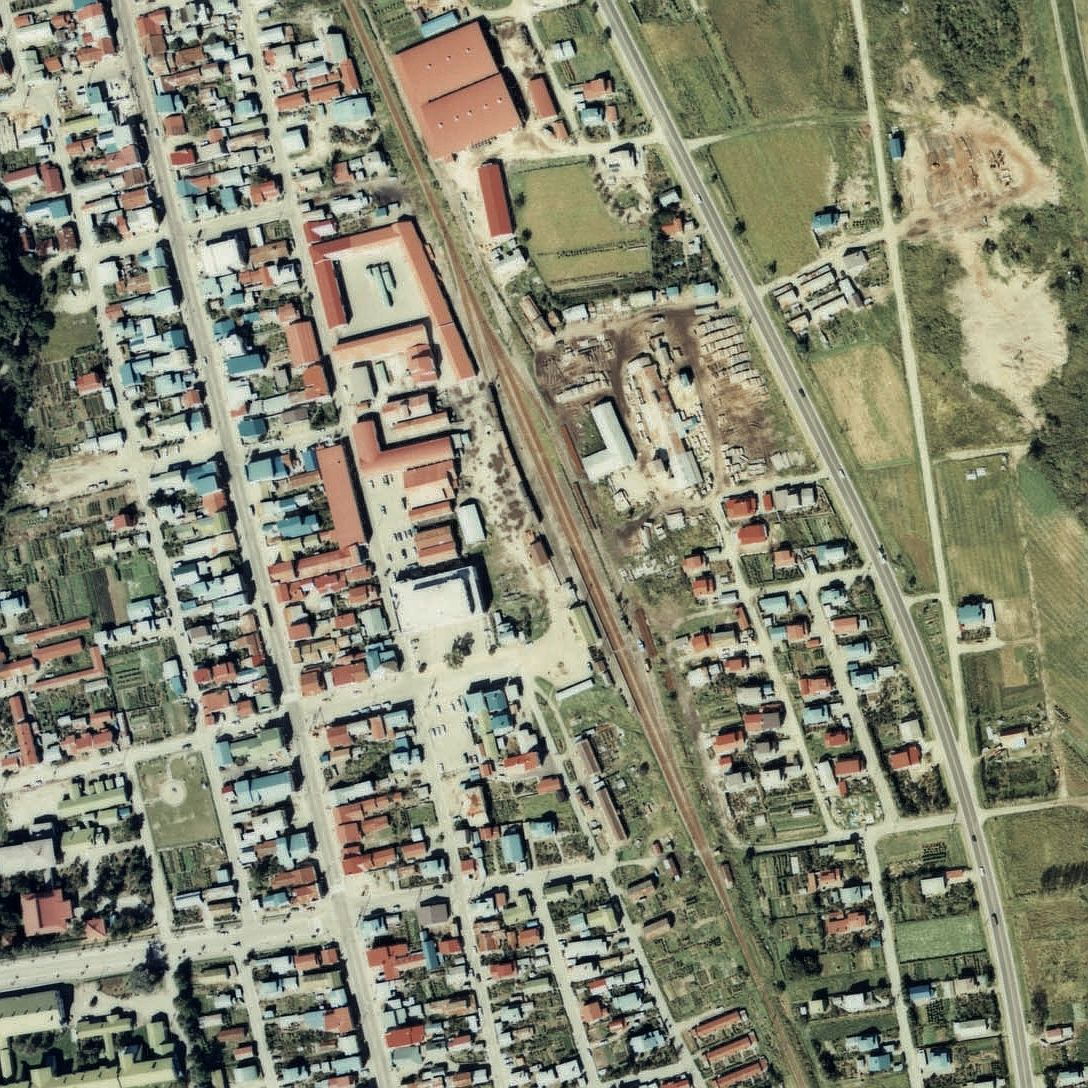
1977年的音更站與方圓約500米範圍。上方是士幌方向。

音更站（日语：／ Otofuke eki */?）是位於北海道河東郡音更町大通6丁目，日本國有鐵道（國鐵）的士幌線車站（廢站）。隨著士幌線全線廢線，車站在1987年（昭和62年）3月23日廢除。由於車站距離起點帶廣站10公里處，因此月台上設有10公里的里程碑。

## 歷史
- 1925年（大正14年）12月10日 - 國有鐵道士幌線車站啟用。當時為一般車站[1]。
- 1974年（昭和49年）10月1日 - 車站處理貨物的種類只剩下車載貨物[1]。
- 1982年（昭和57年）9月10日 - 全面停止處理貨物[1]。
- 1984年（昭和59年）2月1日 - 結束處理行李[1]。
- 1987年（昭和62年）3月23日 - 士幌線全線廢除，此站也廢除[1]。

## 車站構造
截至車站廢除前，此站是地面車站，設有2面2線的相對式月台。另外也有一些側線。車站大樓位於站內西邊，鄰接單式月台。車站附近設有路軌分支，連接JA音更的倉庫和畜產中心。

## 站名的由來
車站名稱源自阿伊努語的「オトプ・ケ」，其意思是「頭髪之處」。相傳音更川河畔處長滿了柳樹，就像毛髪一樣，詳情不明。

## 車站周邊
- 北海道道415號音更停車場線
- 北海道道133號音更新得線（日语：北海道道133号音更新得線）
- 音更町公所
- 帶廣警署（日语：帯広警察署）音更交番
- 音更大通郵局
- 帶廣信用金庫（日语：帯広信用金庫）音更分店
- 音更町農業協同組合（JA音更）
- 十勝巴士（日语：十勝バス）、北海道拓殖巴士（日语：北海道拓殖バス）「Pro Spa 6」巴士站 - 士幌線替代路線，然別湖（日语：然別湖）方向等

## 現況
在1989年（平成元年）11月1日起，遺址建設了「交通公園」。車站附近的廢線遺址建設了道路。在2014年（平成26年）10月，車站遺址處設置了展板說明該處曾經設有車站（木野站、駒場站和武儀站也是同樣），截至2018年（平成30年）7月也是同樣。

音更站遺址的交通公園 (2011年8月16日)

## 相鄰車站
日本國有鐵道
士幌線
木野－音更－駒場

## 注腳
1. 1 2 3 4 5  停車場変遷大事典 国鉄・JR編 Ⅱ JTB 1998年10月發行
2. ↑  . 音更町.   [2021-04-14]. （原始内容存档于2022-01-05） （日语）.
3. ↑   (PDF). 音更町: 5.   [2021-09-05]. （原始内容存档 (PDF)于2022-01-05） （日语）.
4. ↑  . 十勝毎日新聞（日语：十勝毎日新聞）. 2021-03-22  [2021-09-05]. （原始内容存档于2022-01-05） （日语）.